# Залучье (Тернопольская область)
Залучье (укр. Залуччя) — село в Скала-Подольской поселковой общине Чортковского района Тернопольской области Украины.
До 2020 года входило в Борщёвский район.
Код КОАТУУ — 6120885103. Население по переписи 2001 года составляло 224 человека.

## Географическое положение
Село Залучье находится на правом берегу реки Збруч,
выше по течению на расстоянии в 1,5 км расположено село Вербовка,
ниже по течению на расстоянии в 2,5 км расположено село Нивра,
на противоположном берегу — село Подоляны.

## Объекты социальной сферы
- Школа I ст.
- Клуб.
- Фельдшерско-акушерский пункт.